# Templeux-le-Guerard British Cemetery
Templeux-le-Guerard British Cemetery is een Britse militaire begraafplaats met gesneuvelden uit de Eerste Wereldoorlog. Ze ligt in het Franse dorp Templeux-le-Guérard (departement Somme) aan de Rue du Faubourg ruim 660 m ten oosten van het dorpscentrum (Église Saint-Médard). De begraafplaats werd ontworpen door Herbert Baker en wordt onderhouden door de Commonwealth War Graves Commission. Ze heeft een onregelmatig grondplan met een oppervlakte van 2509 m². Aan drie zijden wordt ze begrensd door een lage natuurstenen muur. De open toegang aan de straatzijde bestaat uit een trap met vijf treden en twee natuurstenen zuilen waartussen twee witte stenen paaltjes geplaatst zijn. Het Cross of Sacrifice staat op een verhoogd plateau in de noordelijke hoek van de begraafplaats.
De begraafplaats telt 773 Gemenebest graven waaronder 188 niet geïdentificeerde.

## Geschiedenis
Begin april 1917 werd het dorp ingenomen. Het ging verloren op 21 maart 1918 maar werd heroverd door de 15th Suffolks van de 74th (Yeomanry) Division op 18 september 1918.
De begraafplaats werd in april 1917 door de 59th Division aangelegd en door andere eenheden verder gebruikt tot augustus 1917 en opnieuw in september en oktober 1918. Na de wapenstilstand werden nog eens 360 graven vanuit de slagvelden (van april 1917 en maart en september 1918) rond het dorp naar hier overgebracht. In 1930 werden Britse graven van de volgende twee begraafplaatsen overgebracht: Gouy British Cemetery (128 doden) en St. Emilie British Cemetery (219 doden).
Onder de geïdentificeerde slachtoffers zijn er 536 Britten, 44 Australiërs, 3 Indiërs, 1 Canadees en 1 Zuid-Afrikaan. Voor 16 Britten werden Special Memorials opgericht omdat hun graven niet meer gelokaliseerd konden worden en van wie bekend is of vermoed wordt dat ze onder naamloze grafzerken liggen.

## Onderscheiden militairen
- kapitein Francis Edward Fairweather (Australian Infantry, A.I.F.) werd tweemaal onderscheiden met het Military Cross (MC and Bar).
- kapitein Stanley Walter Neale (Australian Infantry, A.I.F.), kapitein John Horace Marsden (Sherwood Foresters (Notts and Derby Regiment)), kapitein Cyril Ground Thomson (West Somerset Yeomanry), luitenant Empson Alcock (Royal Field Artillery) en luitenant Charles M.J. Ryan (Royal Munster Fusiliers) werden onderscheiden met het Military Cross (MC).
- korporaal J.Tobin (Connaught Rangers) werd onderscheiden met de Distinguished Conduct Medal en de Military Medal (DCM, MM).
- compagnie sergeant-majoor G.S. Merrick (Royal Warwickshire Regiment), soldaat James McMaster (Royal Irish Regiment) en soldaat S. Pearson (Manchester Regiment) werden onderscheiden met de Distinguished Conduct Medal (DCM).
- sergeant J.W. Taylor (Royal Engineers) werd onderscheiden met de Meritorious Service Medal en de Military Medal (MSM,MM).

Nog 18 militairen werden onderscheiden met de Military Medal (MM).